# آرثر تاساير
آرثر تاساير (بالإنجليزية: Arthur Taxier)‏ هو ممثل أمريكي، ولد في 19 يناير 1951 بغلاسكو في المملكة المتحدة.

## أعمال

### أفلام
- (2001) دوني داركو[1]

## وصلات خارجية
- آرثر تاساير على موقع IMDb (الإنجليزية)
- آرثر تاساير على موقع أول موفي (الإنجليزية)
- آرثر تاساير على موقع قاعدة بيانات الفيلم (الإنجليزية)